# Onchopelma karooanum
Onchopelma karooanum is een vliegensoort uit de familie van de Mythicomyiidae. De wetenschappelijke naam van de soort is voor het eerst geldig gepubliceerd in 1967 door Hesse.